# Santo Stefano d’Aveto
Santo Stefano d’Aveto ist eine italienische Gemeinde in der  Region Ligurien, Metropolitanstadt Genua. Die Gemeinde liegt im Naturpark Aveto und ist Träger der Bandiera Arancione des TCI.

## Lage und Einwohner
Santo Stefano d’Aveto liegt im Val d’Aveto, an den Ufern des Flusses Aveto. Die in einer Talmulde befindliche und vom 1804 Meter hohen Monte Maggiorasca dominierte Gemeinde liegt selbst auf einer Höhe von 1012 Metern über dem Meeresniveau und hat 983 Einwohner (Stand 31. Dezember 2023). Sie ist circa 76 Kilometer von der Regionalhauptstadt Genua entfernt. Von Santo Stefano d’Aveto führen verschiedene Wanderwege zu den Gipfeln des Monte Maggiorasca, Monte Groppo Rosso (1594 Meter), Monte Roncalla (1658 Meter), Monte Penna (1735 Meter) und des Monte Aiona (1702 Meter). Letzterer ist vom Ortsteil Amborzasco aus erreichbar.
Santo Stefano d’Aveto gehört mit weiteren vier ligurischen Gemeinden zu der Comunità Montana Valli Aveto, Graveglia e Sturla. Die Gemeinde wurde mit dem Umweltzertifikat ISO 14001 ausgezeichnet und erhielt vom Touring Club Italiano die Bandiera Arancione, welche die Qualität im Bereich Tourismus und Umwelt prämiert.
Die Nachbargemeinden sind Bedonia und Tornolo in der Provinz Parma, Borzonasca und Rezzoaglio in der Provinz Genua und Ferriere in der Provinz Piacenza.

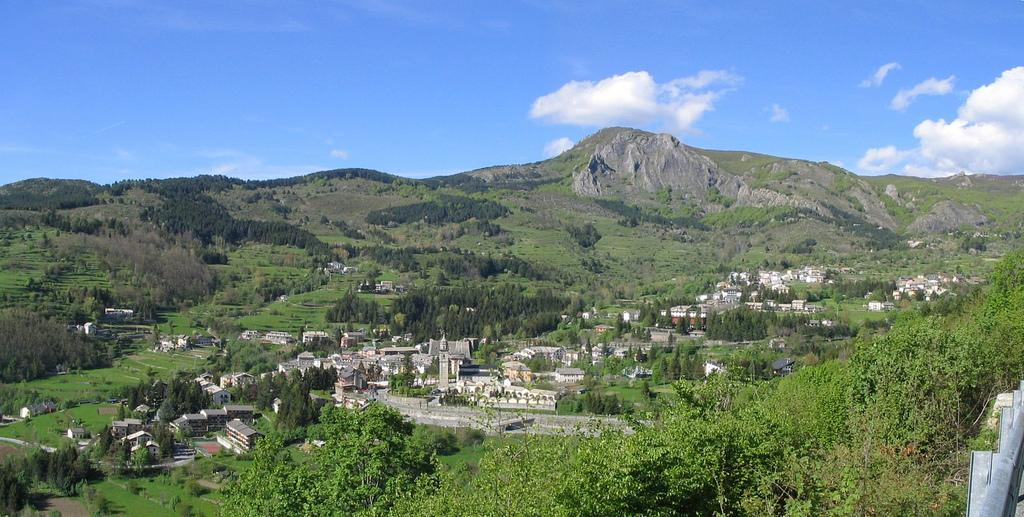
Blick auf Santo Stefano d’Aveto

## Wirtschaft
Die Wirtschaft von Santo Stefano d’Aveto basiert auf der Landwirtschaft und dem Tourismus. In den Wintermonaten ist die Gemeinde dank einer Reihe von Skipisten und Langlaufloipen das Ziel vieler Wintersportler aus der Provinz Genua und den angrenzenden Provinzen.

## Kultur und Sehenswürdigkeiten

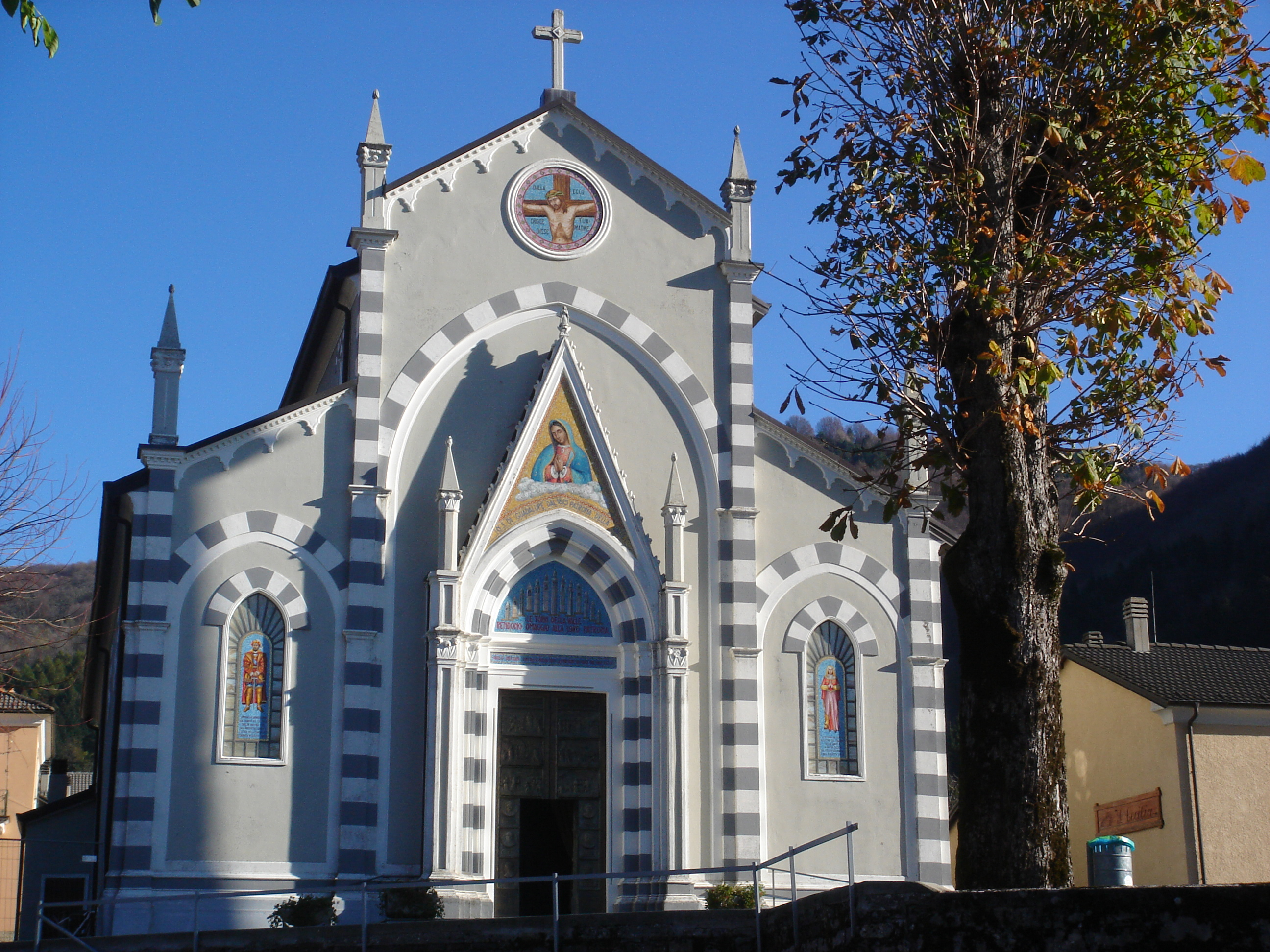
Das Santuario della Madonna di Guadalupe

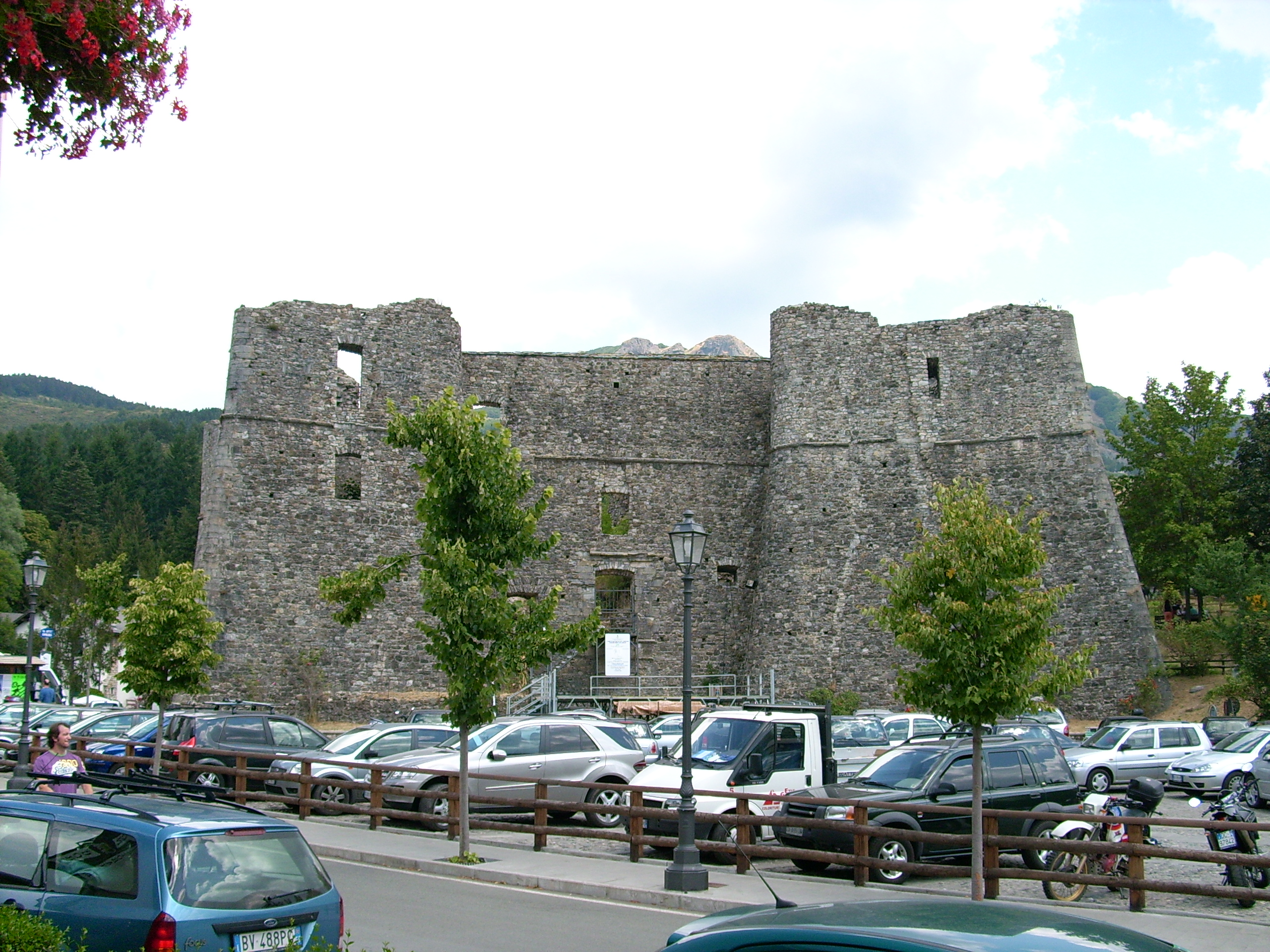
Das Kastell

Die Gemeinde gehört zu dem Landstrich der Quattro Province, einer Bergregion im Norden des italienischen Apennins, bestehend aus den drei Provinzen Pavia, Alessandria und Piacenza sowie der Metropolitanstadt Genua, der sich durch den Gebrauch gemeinsamer Trachten, Liedern und antiker Tänze auszeichnet. In letzteren ist eine deutliche keltische Abstammung auszumachen. Ein traditionelles Musikinstrument dieser Region ist das Piffero, der von einem Akkordeon oder einer Müsa, einem Dudelsack begleitet wird. Traditionell spielt diese Musikformation zu Festen und Tänzen.

### Sakralbauten
Die Pfarrkirche von Santo Stefano d’Aveto ist das Santuario della Madonna di Guadalupe, in der das Bildnis der Jungfrau von Guadalupe Hidalgo aufbewahrt wird, das 1804 von der Chiesa di San Pietro aus Piacenza in das Santuario gebracht worden war. In der Kirche befindet sich ebenfalls seit 1811 ein Tuch, das die Jungfrau Maria darstellt. Es wurde der Kirche von Kardinal Giuseppe Maria Doria Pamphilj, dem Staatssekretär von Pius VII., geschenkt. Angeblich soll das Tuch auf einem der Schiffe Andrea Dorias geweht haben, als dieser 1571 in die Seeschlacht von Lepanto zog.

### Militärische Bauten
Bei Santo Stefano d’Aveto befindet sich das Castello di Santo Stefano, eine antike Festung aus dem 12. Jahrhundert. Es wird als eine der interessantesten Festungsbauten in Ligurien angesehen. Das Kastell liegt in einer weitläufigen Talmulde am Monte Maggiorasca. Es ist von fast komplett von einer Rasenfläche umgeben und befindet sich unweit des Zentrums der Gemeinde. 1495 verkauften die Malaspina die Markgrafschaft Santo Stefano an die Fieschi.

## Infrastruktur

### Straßenverkehr
Santo Stefano d’Aveto liegt an der Provinzstraße 654, die die Gemeinde mit Rezzoaglio verbindet. Es besteht keine direkte Anbindung an eine Autobahn. Die nächste Autobahnanbindung befindet sich bei Lavagna und Chiavari zur A12.

### Öffentlicher Verkehr
Der nächste Bahnhof ist der Bahnhof von Chiavari an der Bahnstrecke Pisa–La Spezia–Genua, der sich im Teilabschnitt Genua – La Spezia befindet.
Am Bahnhof von Chiavari befindet sich auch der Busbahnhof der Azienda Trasporti Provinciali. Von diesem besteht eine regelmäßige Busverbindung nach Santo Stefano d’Aveto.

## Söhne und Töchter
- Giovanni Mariani (1919–1991), Erzbischof und Diplomat des Heiligen Stuhls